# 1617 na arte

## Nascimentos
| Data | Nome                     | Profissão | Nacionalidade | Observações | Ref |
| ---- | ------------------------ | --------- | ------------- | ----------- | --- |
| ??   | Bento Coelho da Silveira | pintor    | Portugal      | m. 1708     |     |

## Mortes
| Data         | Nome             | Profissão           | Nacionalidade                                  | Observações | Ref |
| ------------ | ---------------- | ------------------- | ---------------------------------------------- | ----------- | --- |
| 1 de janeiro | Hendrik Goltzius | pintor e gravurista | Sacro Império Romano-Germânico (Países Baixos) | n. 1558     |     |